# PRISM (原子炉)

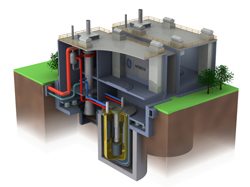
PRISM炉のイラスト

PRISM (S-PRISM とも表記される。Power Reactor Innovative Small Module, 革新的小型モジュール炉) は、ナトリウム冷却高速増殖炉に基づくGE日立ニュークリア・エナジー (GEH) が設計する原子炉である。この設計では、工場で低コストの製造を可能とする、各々311MWeの出力を有する原子炉モジュールを使用している。基本設計はインテグラル高速炉(en)に基づいている。インテグラル高速炉はアイダホフォールズ (アイダホ州) のアルゴンヌ国立研究所の敷地の西側で開発され、それはEBR-IIの後継にと意図されたものである。インテグラル高速炉プロジェクトは1994年にアメリカ合衆国議会によって中止された。PRISMは核燃料サイクルを実現するGEHの第4世代原子炉による解決策としての提案であり、放射性廃棄物に対処するために米国議会に提案した先進的リサイクルセンターの一部である。
2010年10月、GEHはアメリカ合衆国エネルギー省のサバンナ・リバー・サイト(en)の運用責任者達と、アメリカ合衆国原子力規制委員会の完全な承認を受けるに先立つ、実証炉の建設許可の了解覚書に署名した。
2011年10月、インデペンデント誌は英国の原子力廃止措置機関とエネルギー・気候変動省の相談役達が英国のプルトニウムの貯蔵量を減らす手段としてPRISMの技術的及び費用的詳細について問い合わせたと報道した。
PRISM型の1号機としてアメリカのエネルギー省はVTR(多目的試験炉)を2030年までに運転開始予定である。熱出力300MWでアイダホ国立研究所に建設される。
2030年稼働予定のテラパワー社の「ナトリウム」の炉心としても採用されている。

## 参照
1. ↑   GE Energy press release GEエナジープレスリリース
2. ↑   Testimony to U.S. Congress 米国議会への証言
3. ↑  “Prototype Prism proposed for Savannah River”. World Nuclear News. (2010年10月28日) 2010年11月4日閲覧。
4. ↑  
“New life for old idea that could dissolve our nuclear waste”. The Independent. (2011年10月28日) 2011年10月30日閲覧。
5. ↑  原子力にいま起こっているイノベーション（前編）～次世代の原子炉はどんな姿？資源エネルギー庁2020年8月20日